# Cerapachys dominulus
Cerapachys dominulus é uma espécie de formiga do gênero Cerapachys.